# Mu Tauri
Mu Tauri (μ Tau, μ Tauri) es una estrella en la constelación de Tauro. Mu Tauri tiene una magnitud aparente de +4.27 y es una estrella subgigante blanca tipo B. Está a una distancia aproximada de 435 años luz.